# Zaleukos
Zaleukos von Lokroi (altgriechisch Ζάλευκος, lateinisch Zaleucus; Aussprache im Deutschen [t͡saˈlɔɪ̯kɔs] oder [ˈt͡saːlɔɪ̯kɔs]) war im 7. Jahrhundert v. Chr. ein bekannter Gesetzgeber im unteritalienischen Lokroi.
Nach Diodor war Zaleukos adliger Abstammung. Nach einer Mitteilung des Geschichtsschreibers Ephoros von Kyme war er der erste Grieche, der Gesetze schriftlich fixierte. Er tat dies in Aufnahme der lykurgischen Tradition. Zaleukos beabsichtigte, mit der Festsetzung des Strafmaßes und dem Ausschluss von Freikauf Rechtsbeugung, Korruption und sozialen Gegensätzen entgegenzuwirken. Aufgrund seines Ansehens in Rechtsdingen wurde Zaleukos der angesehene Status des Aisymneten zugesprochen, der außergerichtlich als vermittelnder Schlichter angerufen wurde.

## Nachwirkung
Eine spät entstandene, legendenhafte antike Überlieferung machte aus Zaleukos unter Missachtung der Chronologie einen Schüler des Pythagoras. Die Nachwelt schrieb ihm einen Text mit dem Titel Prooímia nómōn (Vorreden zu den Gesetzen) zu, der in Wirklichkeit in einem pythagoreischen Milieu entstanden ist. Es handelt sich um eine Zusammenstellung von allgemeinen religiösen, ethischen und politischen Ratschlägen oder Vorschriften. Erst Richard Bentley erkannte 1699, dass Zaleukos nicht der Verfasser sein kann.
Der Renaissance galt Zaleukos als gerechter und vorbildlicher Herrscher. So wurde er beispielsweise in der Fassadenmalerei des Rathauses der Stadt Liestal verewigt (1590).